# Боромельське
Боро́мельське (до 2024 року — Першотравне́ве) — село в Україні, у Боромлянській сільській громаді Охтирського району Сумської області. Населення становить 47 осіб. До 2016 орган місцевого самоврядування — Боромлянська сільська рада.

## Історія
12 червня 2020 року, відповідно до розпорядження Кабінету Міністрів України № 723-р «Про визначення адміністративних центрів та затвердження територій територіальних громад Сумської області», село увійшло до складу Боромлянської сільської громади.
19 липня 2020 року, в результаті адміністративно-територіальної реформи та ліквідації Тростянецького району, громада увійшла до складу новоутвореного Охтирського району.
19 вересня 2024 року Верховна Рада підтримала перейменування села Першотравневе на Боромельське. 26 вересня 2024 року перейменування набуло чинності.

## Населення

### Мова
Розподіл населення за рідною мовою за даними перепису 2001 року:
| Мова       | Кількість | Відсоток |
| ---------- | --------- | -------- |
| українська | 43        | 91.49%   |
| російська  | 4         | 8.51%    |
| Усього     | 625       | 100%     |

## Географія
Село Боромельське знаходиться на лівому березі річки Боромля, вище за течією на відстані 0,5 км розташоване село Боромля, нижче за течією на відстані 2,5 км розташоване село Вовків.